# L'uccello dalle piume di cristallo
L'uccello dalle piume di cristallo è un film del 1970, il primo diretto da Dario Argento, che dell'opera ha firmato anche soggetto e sceneggiatura liberamente ispirata al romanzo La statua che urla (The Screaming Mimi) di Fredric Brown.
Il film è il primo episodio della Trilogia degli animali diretta dal regista.

## Trama

Eva Renzi in una delle scene iniziali.

Sam Dalmas, italo-americano, è uno scrittore in crisi creativa che ha deciso di passare un po' di tempo in Italia, Paese d'origine della sua famiglia, per ritrovare calma e ispirazione: lavora a Roma in un istituto di scienze naturali grazie all'aiuto di Carlo, un suo amico ornitologo. Sam ha appena terminato uno studio sulle caratteristiche di alcuni uccelli rari e si appresta a ritornare negli Stati Uniti d'America con la sua ragazza italiana, Giulia. Una sera, mentre torna a casa, assiste a una colluttazione in una galleria d'arte fra un uomo in nero e una donna in cui quest'ultima cade a terra ferita: Sam avverte in tempo la polizia e così riesce a salvare la donna, che si scopre essere Monica Ranieri, moglie di Alberto, il direttore di quella galleria.

Tony Musante ed Enrico Maria Salerno.

Il caso viene affidato al commissario Morosini, convinto che l'aggressore sia lo stesso che ha già ucciso tre donne nel giro di un mese. Sam racconta tutto quello che sa, ma ammette di non ricordarsi un particolare che potrebbe essere decisivo ai fini delle indagini e per questo il commissario gli ritira il passaporto per qualche giorno. Nel frattempo l'omicida è di nuovo in azione: uccide una ragazza di 28 anni che vive da sola, accoltellandola dopo averle strappato gli indumenti intimi. Quando Monica Ranieri viene dimessa dall'ospedale, Sam si reca a casa sua per parlarle, ma Alberto gli spiega che è sotto l'effetto dei sedativi e non può riceverlo.

Rosita Toros.

Sam decide di indagare privatamente sugli omicidi del serial killer: si reca nel negozio di antiquariato dove lavorava la prima vittima, e il titolare gli spiega che il giorno stesso dell'omicidio la ragazza aveva venduto un dipinto naïf raffigurante una violenza su una ragazza. Sam ottiene una fotografia del dipinto e la porta a casa per studiarlo meglio. Pochi giorni dopo il commissario restituisce il passaporto a Sam, ma lo scrittore decide di non partire perché sente di essere vicino alla scoperta dell'assassino. Il commissario gli assegna dunque un uomo di scorta.

Umberto Raho.

Una sera, mentre tornano a casa insieme, Sam e Giulia subiscono l'attentato di un sicario: il poliziotto di scorta viene ucciso, investito da un'auto. Sam riesce a mettere al riparo Giulia e, rocambolescamente, sfugge all'agguato. Questa volta è riuscito a vedere il suo aggressore in volto, ma poi lo perde fra la folla di un hotel. Racconta tutto alla polizia, che gli mette di scorta due uomini, e contemporaneamente si mette a indagare sul sicario. Grazie a un informatore riesce a scoprire dove potrebbe abitare, ma quando arriva a casa sua, lo trova già morto.
L'assassino si fa vivo telefonando sia alla polizia, per dire spavaldamente che ucciderà ancora, sia a Sam per dirgli di desistere, minacciando di uccidere la sua fidanzata. Entrambe le telefonate vengono registrate e la sorprendente conclusione delle analisi scientifiche è che provengono da due voci diverse: Morosini deduce che l'assassino ha un complice. In una delle due registrazioni si sente anche un rumore incomprensibile: la polizia scientifica lo confronta con centinaia di altri rumori, senza però riuscire a riconoscerlo. Un giorno Sam fa ascoltare a Carlo quello strano rumore, l'amico percepisce qualcosa e si porta a casa il nastro per studiarlo meglio. Quella notte intanto l'assassino aggredisce una ragazza mentre rientra a casa, colpendola a morte a colpi di rasoio dentro un ascensore.
Alla ricerca di indizi, Sam decide di andare a parlare col pittore autore del quadro che, presumibilmente, è stato comprato dall'assassino. L'artista, Berto Consalvi, vive ad Alviano in una casa con porte e finestre sbarrate, solo con dei gatti che tiene all'ingrasso per cibarsene, ed è appena approdato a un altro stile: sta vivendo un periodo mistico. Consalvi rivela a Sam che la scena di aggressione a una donna da lui dipinta rappresenta un fatto di cronaca reale avvenuto dieci anni prima: la donna fu salvata, l'aggressore invece fu rinchiuso in un manicomio.

Suzy Kendall.

Mentre Sam è alle prese con Consalvi, l'omicida decide di uccidere Giulia: questa si barrica in casa e tenta di telefonare per chiedere aiuto, ma l'assassino la isola tagliando i cavi del telefono e dell'elettricità e prova a sfondare la porta aprendovi una fessura. Giulia prova inutilmente a reagire, ma in quel momento arriva Sam e l'omicida scappa.
Il giorno dopo torna Carlo: ha capito da dove proviene il rumore nella registrazione telefonica, è il verso di un uccello che vive nel Caucaso meridionale, chiamato comunemente gru delle nevi o anche "l'uccello dalle piume di cristallo", e fuori del Caucaso esiste un solo esemplare vivo, allo zoo di Roma. Subito Sam, Giulia, Carlo e la polizia si recano allo zoo per vedere il volatile: giunti davanti alla voliera, Sam nota come l'abitazione di Monica, l'unica vittima scampata all'assassino, dia proprio sullo zoo. I tre sentono delle grida provenire dall'edificio e si precipitano a vedere: sfondano la porta e trovano Alberto mentre sta tentando di uccidere la moglie. Liberano la donna e accerchiano l'uomo, ma questi nel tentativo di salvarsi uccide un poliziotto e scivola fuori dalla finestra. Caduto sull'asfalto e ferito, confessa di essere l'assassino e muore.
Sam intanto va alla ricerca di Monica, che è fuggita. Arrivato di notte in uno stabile apparentemente disabitato, sale le scale ed entra in un appartamento al buio: lì trova Carlo, che tiene in mano un coltello insanguinato, ma il suo corpo gli cade addosso poiché è stato pugnalato alla schiena.

Scena di violenza con Karen Valenti.

Poi sente una risata di una donna. Dal fondo della stanza appare Monica che impugna un grosso pugnale, e nel vederlo Sam ricorda quel particolare decisivo che gli sfuggiva: in quella prima colluttazione nella galleria d'arte, era lei ad avere in mano il pugnale, non lui. Era quindi lei la vera autrice dei delitti, e quella sera voleva assassinare anche il marito, ma era stata ferita da lui che poi era scappato una volta accortosi di essere stato visto da Sam. Alberto, per coprire la moglie, ingaggiò il sicario per eliminare Sam, ma fallì e dunque, per non lasciare testimoni, Alberto l'aveva ucciso.
Monica scappa e Sam la insegue. Dopo avere attraversato un ambiente buio la donna accende la luce: si trovano nella galleria d'arte, ma la donna ha teso una trappola a Sam e gli fa cadere addosso una pesante scultura. Monica comincia a giocare con un coltello vicino alla testa di Sam immobilizzato, ma prima che lo colpisca viene fermata dal pronto intervento della polizia: Giulia era stata rapita dalla donna, ma era riuscita a liberarsi e a dare l'allarme. Sam deve a Giulia la sua vita.
Durante un'intervista televisiva, lo psichiatra di Monica racconta la sua storia: dieci anni prima la donna venne aggredita e subì un trauma. Un giorno si trovò per caso a guardare il dipinto di Consalvi dove era ritratta la scena di violenza che aveva subìto, e in un istante si risvegliò in lei il trauma. Stranamente, si identificò non nella vittima, ma nell'aggressore, forse per scacciare via quel drammatico ricordo. Suo marito, per proteggerla, era divenuto suo complice e responsabile di altri crimini. L'indomani Sam e Giulia possono finalmente partire con l'aereo verso gli USA.

## Produzione
Bernardo Bertolucci ricevette l'incarico di far realizzare un film tratto dal romanzo La statua che urla (The Screaming Mimi) di Fredric Brown: conosceva molti giovani promettenti, e alla fine affidò l'adattamento del romanzo per il grande schermo all'allora quasi sconosciuto Dario Argento, ex critico cinematografico e sceneggiatore con il quale aveva collaborato per il soggetto di C'era una volta il West. Argento si impegnò moltissimo in fase di scrittura, e la storia che ideò cominciò ad appassionarlo al punto tale che decise man mano di modificarla, modellandola in base alle sue fantasie e alle sue ispirazioni oniriche e inquietanti.
Terminato il lavoro, Argento iniziò a proporre a vari produttori il soggetto, ma il copione rischiava sempre di essere modificato o attribuito a sceneggiatori dal nome già affermato. Così, aiutato da suo padre Salvatore, Dario Argento fondò la società di produzione autonoma Seda Spettacoli, con la quale finanziò e diresse di persona questa storia, alla quale teneva moltissimo per tutto l'impegno personale che aveva profuso nello scriverla. L'autore ha dichiarato che la difficoltà di trovare un produttore dipese dalle caratteristiche peculiari della pellicola, sia come contenuto sia come stile visivo, del tutto insolite e in controtendenza rispetto alle consuetudini narrative e formali tipiche dell'epoca (per esempio l'ambientazione a Roma), al punto di spingerlo a occuparsi della regia in prima persona per mancanza di fiducia nei confronti di terzi.
Rifacendosi tanto a Mario Bava (in special modo nei due gialli La ragazza che sapeva troppo del 1963 e Sei donne per l'assassino del 1964) quanto ad alcune intuizioni del western all'italiana, l'ex critico cinematografico esordì dietro la macchina da presa calando nel giallo all'italiana le sue idee sul linguaggio cinematografico. Tra le sequenze più innovative si ricorda la ripresa in soggettiva della caduta dalla finestra di Alberto Ranieri, simile a quella girata da Antonio Pietrangeli nel suo capolavoro Io la conoscevo bene per riprendere il suicidio finale di Adriana.
Le riprese, iniziate nel settembre 1969, si protrassero per sei settimane. Furono caratterizzate da alcuni contrasti fra Argento e l'attore Tony Musante, che non gradiva il modo talvolta improvvisato del regista nel dirigere il film, dai tentativi di boicottaggio del distributore della Titanus Goffredo Lombardo, scontento del materiale girato dopo appena una settimana di riprese e deciso ad affidare la prosecuzione del film al regista Ferdinando Baldi, e dai rischi continui di superare i costi di produzione allungando i tempi di ripresa o usando più pellicola di quella strettamente necessaria.
Reggie Nalder, che nel film interpreta il sicario col giubbetto giallo, è noto soprattutto per aver interpretato il ruolo di Rien ne L'uomo che sapeva troppo di Alfred Hitchcock, il killer assoldato per uccidere nel teatro il capo di Stato estero. Inizialmente non era previsto il suo contributo nel film: Argento gli propose il ruolo dopo averlo incontrato per caso a Roma, dove l'attore si trovava in quel periodo per partecipare a un telefilm statunitense ambientato in parte in Italia.
Gli esterni vennero girati in gran parte nel quartiere Flaminio di Roma: il condominio dove abitano i Ranieri è in via Donatello a pochi passi da Largo Antonio Sarti, dove si trova il palazzo con le scale triangolari dov'è ambientata la scena dell'omicidio in ascensore.
L'uccello del titolo, la "gru delle nevi" (Hornitus nevalis), in realtà non esiste e quella mostrata nel film è una gru coronata (Balearica pavonina).
Il film fu girato in lingua inglese per facilitare la distribuzione internazionale. Il doppiaggio in italiano è stato realizzato negli stabilimenti dalla SINC Cinematografica di Mimmo Palmara.

## Distribuzione
Il film venne distribuito nel circuito cinematografico italiano il 19 febbraio del 1970.

## Accoglienza
Alla sua uscita nelle sale italiane, nel febbraio 1970, il film venne accolto in modo abbastanza freddo nelle sale cinematografiche del nord Italia; andò meglio al centro e al sud. Poco a poco, il successo raggiunto nelle città centro-meridionali creò anche al settentrione maggiore attenzione intorno al film; L'uccello dalle piume di cristallo iniziò a recuperare spettatori anche al nord, arrivando a incassare in totale 1 miliardo e 400 milioni di lire, risultando il 13° miglior incasso della stagione cinematografica 1969-1970.

## Riconoscimenti
- 1970 – Globo d'oro
  - Miglior opera prima a Dario Argento
- 1971 – Edgar Award
  - Candidatura alla miglior sceneggiatura a Dario Argento
- 1970 – Calice d'oro
  - Miglior regista esordiente a Dario Argento

## Influenza culturale
Il brano Piume di cristallo, parte della colonna sonora della pellicola firmata da Ennio Morricone, è stato riutilizzato nel film Grindhouse - A prova di morte di Quentin Tarantino nella sequenza in cui Kurt Russell spia le ragazze nel parcheggio. Lo stesso brano, inoltre, si può ascoltare in una breve sequenza del film La solitudine dei numeri primi del 2010.